# Ctenomys flamarioni
Espèce
Statut de conservation UICN

 EN B1ab(i,iii,iv) : En danger
Ctenomys flamarioni est une espèce qui fait partie des rongeurs de la famille des Ctenomyidae. Comme les autres membres du genre Ctenomys, appelés localement des tuco-tucos, c'est un petit mammifère d'Amérique du Sud bâti pour creuser des terriers. Ce rongeur est endémique du Brésil où il est considéré comme étant en danger de disparition par l'UICN.
L'espèce a été décrite pour la première fois en 1981 par le zoologiste brésilien Vitor Hugo Travi.

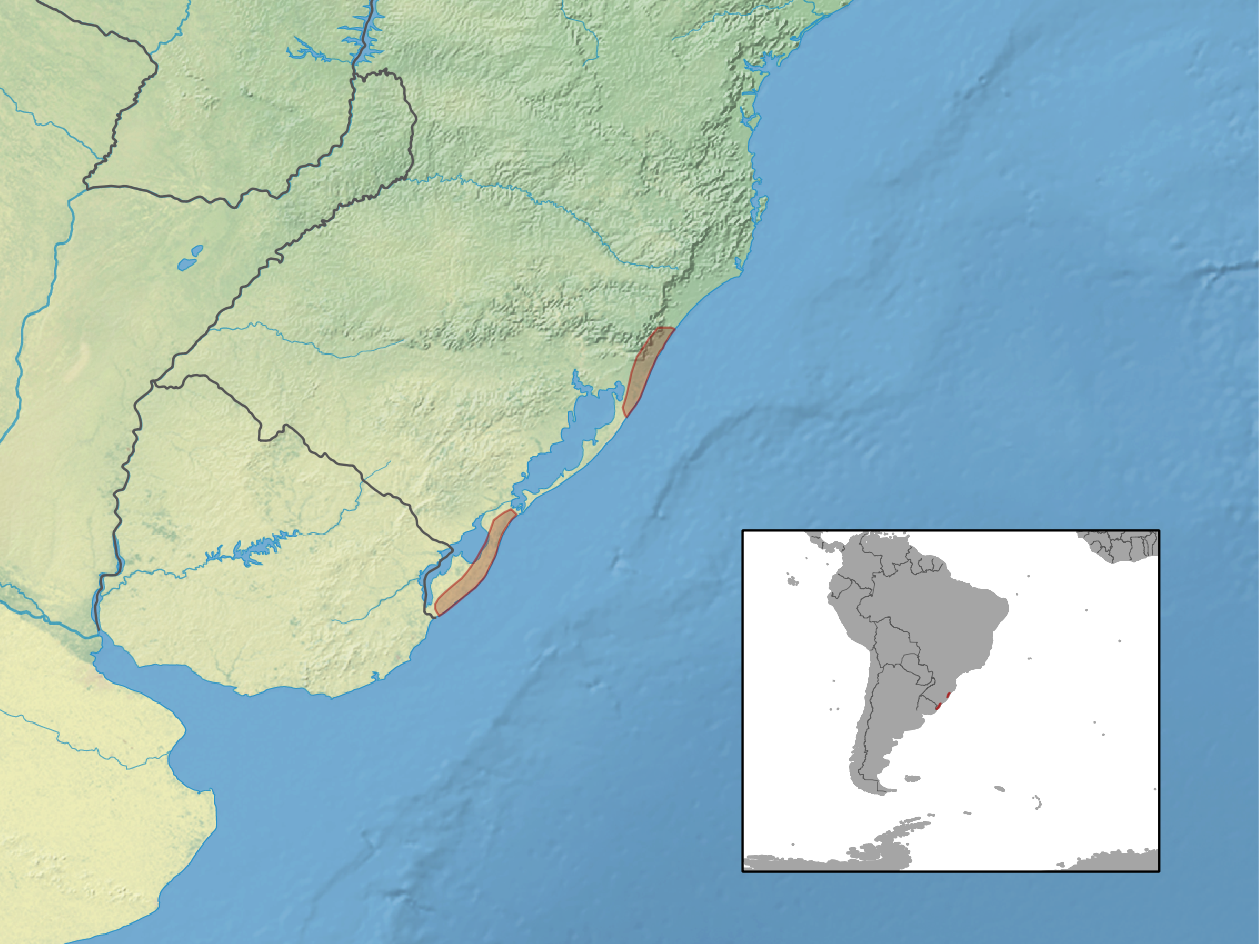
Répartition de l'espèce au Brésil